# ГЕС Hēihétáng
ГЕС Hēihétáng (黑河塘水电站) — гідроелектростанція у центрі Китаю в провінції Сичуань. Становить нижній ступінь каскаду на річці Хейхе, лівому витоку Байшуй, котра впадає праворуч до Байлун (права притока Цзялінцзян – великого лівого допливу Янцзи). 
В межах проекту річку перекрили бетонною греблею висотою 22 метра та довжиною 130 метрів, яка утримує невелике водосховище з об’ємом 593 тис м3.  
Зі сховища ресурс подається через прокладений у лівобережному гірському масиві дериваційний тунелю довжиною 6,4 км, який переходить у напірний водовід довжиною понад 0,4 км. У підсумку вода потрапляє до наземного машинного залу, спорудженого вже на лівому березі Baishui нижче від злиття її витоків. Основне обладнання станції становлять дві турбіни загальною потужністю 86 МВт.